# Фёдоровский сельсовет (Пензенская область)
Фёдоровский сельсовет —  расположен в восточной части Каменского района Пензенской области. Территория сельсовета состоит из единого массива.
Административный центр — село Фёдоровка.
Федоровский сельсовет граничит: на севере и западе - с Каменским сельсоветом, на востоке - с Мокшанским районом, на юге - с Покрово-Арчадинским сельсоветом.

## География
Рельеф характеризуется волнистой равниной, пересеченной оврагами и балками. Естественный растительный покров занимает 11% территории сельсовета. Это леса, луговые стоки, кустарники, растительность болот.
По сельсовету проходит ж/д станция  "Белинская".
На территории сельсовета  находятся две общеобразовательных средних школы, три фельдшерско- акушерских пункта, одна сберкасса, два почтовых отделения,  12 магазинов.

## История
Статус и границы сельского поселения установлены Законом Пензенской области от 2 ноября 2004 года № 690-ЗПО «О границах муниципальных образований Пензенской области».

## Население
| 2002  | 2010  | 2012  | 2013  | 2014  | 2015  | 2016  |
| ----- | ----- | ----- | ----- | ----- | ----- | ----- |
| 2410  | ↘2197 | ↘2149 | ↘2088 | ↘2023 | ↘1945 | ↘1904 |
| 2017  | 2018  | 2019  | 2020  | 2021  |       |       |
| ↘1860 | ↘1817 | ↘1784 | ↘1755 | ↘1608 |       |       |

## Состав сельского поселения
| № | Населённый пункт | Тип населённого пункта       | Население |
| - | ---------------- | ---------------------------- | --------- |
| 1 | Александровка    | село                         | ↘330      |
| 2 | Кургановка       | деревня                      | ↗480      |
| 3 | Октябрьский      | посёлок                      | 6         |
| 4 | Студенец         | железнодорожная станция      | ↘376      |
| 5 | Фёдоровка        | село, административный центр | ↘1005     |